# Vidi (časopis)
Časopis VIDI računalni je časopis utemeljen u studenome 1994. godine kada je izdan prvi broj. Tematski se prije svega bavi računalnim tehnologijama, no radi raširenosti računala u svim segmentima društva danas u svojim člancima obrađuje i ostale aspekte primjene računala.

## Opći i tehnički podaci
Od osnivanja časopisa pa do 1. listopada 2008. godine izdan je ukupno 151 broj, najmanji broj stranica iznosio je 64, a najveći 300 stranica u povodu proslave 100. broja (srpanj 2004. godine) što je ujedno bio i prvi hrvatski časopis koji je dosegao taj broj stranica. 
Izdavač je VIDI-TO d.o.o. Zagreb, direktor Tomislav Kotnik. Nakladnički kolegij mu čine Tomislav Kotnik i Robert Slavečki koji su ujedno i osnivači.
Glavni urednici časopisa od osnivanja do danas su bili: 
- Robert Slavečki, 1994. – 2000.;
- Davor Maričić, 2000. – 2004.;
- Igor Škevin, 2004. – 2006.;
- Ivan Pekarik, 2006. – 2009.;
- Tomislav Novak 2009.-

Časopis VIDI izdaje se na hrvatskom jeziku, a prodaje se u cijeloj regiji (Slovenija, Bosna i Hercegovina, Srbija, Sjeverna Makedonija i Crna Gora). Zanimljivost je da su se prva tri broja časopisa VIDI službeno prodavala i u Austriji (Graz) koji su rasprodani ali radi velikih troškova transporta s time se nije nastavilo.

## Autori
Od prvog do 142. broja ukupno je pisalo preko stotinu autora koji su svojim stručnim doprinosom napisali ukupno preko 5 milijuna slovnih znakova.
Autori su bili ljudi različite razine informatičke naobrazbe, usmjerenja i interesa ali i različitih profila obrazovanja od studenata do doktora znanosti. 

## Vanjske poveznice
- vidilab